# Калмазан
Калмазан (баш. Ҡалмазан) — деревня в Мишкинском районе Республики Башкортостан Российской Федерации. Входит в состав Большешадинского сельсовета. 

## География

### Географическое положение
Расстояние до:
- районного центра (Мишкино): 18 км,
- центра сельсовета (Большие Шады): 5 км,
- ближайшей ж/д станции (Загородная): 121 км.

## Население
| 2002 | 2009 | 2010 |
| ---- | ---- | ---- |
| 98   | ↘85  | ↗87  |

Национальный состав
Согласно переписи 2002 года, преобладающая национальность — башкиры (96 %).